# ABC加盟局の一覧
ABC加盟局の一覧（エービーシーかめいきょくのいちらん）とは、アメリカ合衆国のテレビネットワークであるABCが合衆国内に展開する放送局（加盟局）の一覧である。
州名のアルファベット順に記載。また、ABCのオーナーであるウォルト・ディズニー・カンパニーが直接保有する放送局は太文字で表記する。

## アラバマ州
- バーミングハム - WBMA-LD（英語版） - リモコン番号58・物理チャンネル40
  - アニストン - WGWW（英語版） - リモコン番号40.2・物理チャンネル9（WBMA-LDのサテライト局）
- ホームウッド - WTTO（英語版） - リモコン番号21・物理チャンネル28
  - タスカルーサ - WDBB（英語版） - リモコン番号17・物理チャンネル18（WTTOのサテライト局）
- ドーサン - WDHN（英語版） - リモコン番号18・物理チャンネル21
- ハンツビル - WAAY-TV（英語版） - リモコン番号31・物理チャンネル32
- モンゴメリー - WNCF（英語版） - リモコン番号32・物理チャンネル31

## アラスカ州
- アンカレッジ - KYUR（英語版） - リモコン番号13・物理チャンネル12
- フェアバンクス - KATN（英語版） - リモコン番号2・物理チャンネル18
- ジュノー - KJUD（英語版） - リモコン番号8・物理チャンネル11

## アリゾナ州
- フェニックス - KNXV-TV（英語版） - リモコン番号15・物理チャンネル15
- ツーソン - KGUN-TV（英語版） - リモコン番号9・物理チャンネル9

## アーカンソー州
- フォートスミス - KHBS（英語版） - リモコン番号40・物理チャンネル21
  - ラファイエット - KHOG-TV - リモコン番号29・物理チャンネル15（KHBSのサテライト局）
- ジョーンズボロ - KAIT（英語版） - リモコン番号8・物理チャンネル8
- リトルロック - KATV（英語版） - リモコン番号7・物理チャンネル22

## カリフォルニア州
- ベーカーズフィールド - KERO-TV（英語版） - リモコン番号23・物理チャンネル10
- フレズノ - KFSN-TV（英語版） - リモコン番号30・物理チャンネル30
- グレンデール（ロサンゼルス） - KABC-TV（英語版） - リモコン番号7・物理チャンネル7
- パームデザート（パームスプリングス） - KESQ-TV（英語版） - リモコン番号42・物理チャンネル42
- レディング - KRCR-TV（英語版）- リモコン番号7・物理チャンネル7
  - アルカタ - KAEF-TV（英語版） - リモコン番号23・物理チャンネル22
- サクラメント - KXTV（英語版）- リモコン番号10・物理チャンネル10
- サンディエゴ - KGTV（英語版） - リモコン番号10・物理チャンネル10
- サンフランシスコ - KGO-TV(英語版) - リモコン番号7・物理チャンネル7
- サンタバーバラ - KEYT-TV（英語版）- リモコン番号3・物理チャンネル27

## コロラド州
- コロラドスプリングス - KRDO-TV（英語版） - リモコン番号13・物理チャンネル24
- デンバー - KMGH-TV（英語版） - リモコン番号7・物理チャンネル7
- グランドジャンクション（メサ郡） - KJCT-LP（英語版） - リモコン番号8・物理チャンネル20

## コネチカット州
- ニューヘイブン（ハートフォード） - WTNH（英語版） - リモコン番号8・物理チャンネル10

## デラウェア州
- 無し（ペンシルベニア州フィラデルフィアにあるWPVIを視聴する住民が多い）

## ワシントンD.C.
- ワシントンD.C. - WJLA-TV（英語版） - リモコン番号7・物理チャンネル7（スタジオはバージニア州アーリントン郡にある）

## フロリダ州
- ネープルズ - WZVN-TV（英語版） - リモコン番号26・物理チャンネル41
- ゲインズビル - WCJB-TV（英語版） - リモコン番号20・物理チャンネル16
- マイアミ - WPLG（英語版） - リモコン番号10・物理チャンネル10
- ジャクソンビル - WJXX（英語版） - リモコン番号25・物理チャンネル10
- オーランド - WFTV（英語版） - リモコン番号9・物理チャンネル39
- パナマシティ - WMBB（英語版） - リモコン番号13・物理チャンネル13
- ペンサコーラ（アラバマ州モービル） - WEAR-TV（英語版） - リモコン番号3・物理チャンネル17
- サラソータ - WWSB（英語版） - リモコン番号40・物理チャンネル24
- タラハシー - WTXL-TV（英語版） - リモコン番号27・物理チャンネル27
- タンパ（セントピーターズバーグ） - WFTS-TV（英語版） - リモコン番号28・物理チャンネル29
- パームビーチガーデンズ（ウェストパームビーチ） - WPBF（英語版） - リモコン番号25・物理チャンネル16

## ジョージア州
- アトランタ - WSB-TV（英語版） - リモコン番号2・物理チャンネル39
- オーガスタ - WJBF（英語版） - リモコン番号6・物理チャンネル42
- コロンバス - WTVM（英語版） - リモコン番号9・物理チャンネル11
- メーコン - WGXA（英語版） - リモコン番号24.2・物理チャンネル16
- サバンナ - WJCL（英語版） - リモコン番号22・物理チャンネル32

## ハワイ州
- ホノルル - KITV（英語版） - リモコン番号4・物理チャンネル40
  - ヒロ（ハワイ島） - KHVO - リモコン番号13・物理チャンネル13（KITVのサテライト局）
  - ワイルク（マウイ島） - KMAU - リモコン番号12・物理チャンネル12（KITVのサテライト局）

## アイダホ州
- アイダホフォールズ - KIFI-TV（英語版） - リモコン番号8・物理チャンネル8
- ナンパ（ボイシ） - KIVI-TV（英語版） - リモコン番号6・物理チャンネル24
  - ツインフォールズ - KSAW-LD（英語版） - リモコン番号51・物理チャンネル15（KIVIのサテライト局）

## イリノイ州
- シャンペーン - WICD（英語版） - リモコン番号15・物理チャンネル41
- シカゴ - WLS-TV（英語版） - リモコン番号7・物理チャンネル44
- チャータービル - WSIL-TV（英語版） - リモコン番号3・物理チャンネル15
- モリーン - WQAD-TV（英語版） - リモコン番号8・物理チャンネル38
- ピオリア - WHOI（英語版） - リモコン番号19・物理チャンネル19
- ロックフォード - WTVO（英語版） - リモコン番号17・物理チャンネル16
- スプリングフィールド - WICS（英語版） - リモコン番号20・物理チャンネル42

## インディアナ州
- ヘンダーソン（エバンズビル） - WEHT（英語版） - リモコン番号25・物理チャンネル7
- フォートウェイン - WPTA（英語版） - リモコン番号21・物理チャンネル24
- インディアナポリス - WRTV（英語版） - リモコン番号6・物理チャンネル25
- サウスベンド - WBND-LD（英語版） - リモコン番号57・物理チャンネル34

## アイオワ州
- デモイン - WOI-DT（英語版） - リモコン番号5・物理チャンネル5
- シーダーラピッズ - KCRG-TV（英語版） - リモコン番号9・物理チャンネル9
- スーシティ - KCAU-TV（英語版） - リモコン番号9・物理チャンネル9

## カンザス州
- トピカ - KTKA-TV（英語版） - リモコン番号49・物理チャンネル49
- ウィチタ - KAKE（英語版） - リモコン番号10・物理チャンネル10
  - コルビィ - KLBY - リモコン番号4・物理チャンネル17（KAKE-TVのサテライト局）
  - ガーデンシティ - KUPK - リモコン番号13・物理チャンネル13 （KAKE-TVのサテライト局）

## ケンタッキー州
- ボーリンググリーン - WBKO（英語版） - リモコン番号13・物理チャンネル13
- レキシントン - WTVQ-TV（英語版） - リモコン番号36・物理チャンネル40
- ルイビル - WHAS-TV（英語版） - リモコン番号11・物理チャンネル11

## ルイジアナ州
- アレクサンドリア - KLAX-TV（英語版） - リモコン番号31・物理チャンネル31
- バトンルージュ - WBRZ-TV（英語版） - リモコン番号2・物理チャンネル13
- ラファイエット - KATC（英語版） - リモコン番号3・物理チャンネル28
- モンロー - KNOE-DT2（英語版） - リモコン番号8.2・物理チャンネル8
- メテリー（ニューオーリンズ） - WGNO（英語版） - リモコン番号26・物理チャンネル26
- シュリーブポート - KTBS-TV（英語版） - リモコン番号3・物理チャンネル28

## メイン州
- バンゴー - WVII-TV（英語版） - リモコン番号7・物理チャンネル7
- ポートランド - WMTW（英語版） - リモコン番号8・物理チャンネル8

## メリーランド州
- ボルチモア - WMAR-TV（英語版） - リモコン番号2・物理チャンネル38
- ソールズベリー - WMDT（英語版） - リモコン番号47・物理チャンネル47

## マサチューセッツ州
- ボストン - WCVB-TV（英語版） - リモコン番号5・物理チャンネル20
- スプリングフィールド - WGGB-TV（英語版） - リモコン番号40・物理チャンネル40
  - アダムス - WCDC - リモコン番号19・物理チャンネル36（ニューヨーク州オールバニにあるWTENのサテライト局）

## ミシガン州
- グランドラピッズ - WZZM-TV（英語版） - リモコン番号13・物理チャンネル13
- グランドラピッズ - WOTV（英語版） - リモコン番号41・物理チャンネル20（免許は同州バトルクリークに与えられている）
- デトロイト - WXYZ-TV（英語版） - リモコン番号7・物理チャンネル41
- フリント（サギノー） - WJRT-TV（英語版） - リモコン番号12・物理チャンネル12
- ランシング - WLAJ（英語版） - リモコン番号53・物理チャンネル25
- マーケット - WBUP（英語版） - リモコン番号10・物理チャンネル10
- トラバースシティ - WGTU（英語版） - リモコン番号29・物理チャンネル29
  - スーセントマリー - WGTQ - リモコン番号8・物理チャンネル8（WGTUのサテライト局）

## ミネソタ州
- オースティン - KAAL（英語版） - リモコン番号6・物理チャンネル36
- ダルース（ウィスコンシン州スペリオル） - WDIO（英語版） - リモコン番号10・物理チャンネル10
  - ヒビング - WIRT - リモコン番号13・物理チャンネル13（WDIOのサテライト局）
- セントポール（ミネアポリス） - KSTP-TV（英語版） - リモコン番号5・物理チャンネル35
  - アレクサンドラ - KSAX - リモコン番号42・物理チャンネル42（KSTP-TVのサテライト局）
  - レッドウッドフォールズ - KRWF - リモコン番号43・物理チャンネル27（KSTP-TVのサテライト局）

## ミシシッピ州
- ビロクシ - WLOX（英語版） - リモコン番号13・物理チャンネル39
- ジャクソン - WAPT（英語版） - リモコン番号16・物理チャンネル21
- メリディアン - WTOK-TV（英語版） - リモコン番号11・物理チャンネル11
- テューペロ - WTVA（英語版） - リモコン番号9・物理チャンネル8

## ミズーリ州
- コロンビア（ジェファーソンシティ） - KMIZ（英語版） - リモコン番号17・物理チャンネル17
- ジョプリン- KODE-TV（英語版） - リモコン番号12・物理チャンネル43
- カンザスシティ - KMBC-TV（英語版） - リモコン番号9・物理チャンネル29
- カークスビル- KTVO（英語版） - リモコン番号3・物理チャンネル33
- セントジョセフ- KQTV（英語版） - リモコン番号2・物理チャンネル7
- セントルイス - KDNL-TV（英語版） - リモコン番号30・物理チャンネル31
- スプリングフィールド - KSPR（英語版） - リモコン番号33・物理チャンネル19

## モンタナ州
- ビリングス - KSVI（英語版） - リモコン番号6・物理チャンネル18
- ビュート - KWYB（英語版） - リモコン番号18・物理チャンネル19
- グレートフォールズ - KFBB-TV（英語版） - リモコン番号5・物理チャンネル8
- ミズーラ - KTMF（英語版） - リモコン番号23・物理チャンネル23

## ネブラスカ州
- カーニー - KHGI-TV（英語版） - リモコン番号13・物理チャンネル13
  - ヘイズ・センター - KWNB-TV - リモコン番号6・物理チャンネル6（KHGI-TVのサテライト局）
- リンカーン - KLKN（英語版） - リモコン番号8・物理チャンネル8
- オマハ - KETV（英語版） - リモコン番号7・物理チャンネル20

## ネバダ州
- ラスベガス - KTNV（英語版） - リモコン番号13・物理チャンネル13
- リノ - KOLO-TV（英語版） - リモコン番号8・物理チャンネル8

## ニューハンプシャー州
- マンチェスター - WMUR-TV（英語版） - リモコン番号9・物理チャンネル9

## ニュージャージー州
- 無し（北部はニューヨークのWABC-TVを、南部はフィラデルフィアのWPVI-TVを視聴している）

## ニューメキシコ州
- アルバカーキ - KOAT-TV（英語版） - リモコン番号7・物理チャンネル21
  - カールズバッド - KOCT - リモコン番号6・物理チャンネル19（KOAT-TVのサテライト局）
  - ファーミントン（サンファン郡） - KOBF-TV - リモコン番号3・物理チャンネル8（KOAT-TVのサテライト局）
  - シルヴァーシティ - KOVT - リモコン番号10・物理チャンネル12（KOB-TVのサテライト局）

## ニューヨーク州
- オールバニ - WTEN（英語版） - リモコン番号10・物理チャンネル26
- ビンガムトン - WIVT（英語版） - リモコン番号34・物理チャンネル34
- バッファロー - WKBW-TV（英語版） - リモコン番号7・物理チャンネル38
- エルマイラ - WENY-TV（英語版） - リモコン番号36・物理チャンネル36
- ニューヨーク - WABC-TV（英語版） - リモコン番号7・物理チャンネル7 - 旗艦局
- プラッツバーグ - WVNY（英語版） - リモコン番号22・物理チャンネル13
- ロチェスター - WHAM-TV（英語版） - リモコン番号13・物理チャンネル13
- シラキュース - WSYR-TV（英語版） - リモコン番号9・物理チャンネル17
- ユーティカ - WUTR（英語版） - リモコン番号20・物理チャンネル30
- ウォータータウン - WWTI（英語版） - リモコン番号50・物理チャンネル21

## ノースカロライナ州
- アシュビル - WLOS（英語版） - リモコン番号13・物理チャンネル13
- シャーロット - WSOC-TV（英語版） - リモコン番号9・物理チャンネル34
- ダーラム（ローリー） - WTVD（英語版） - リモコン番号11・物理チャンネル11
- ニューバーン - WCTI-TV（英語版） - リモコン番号12・物理チャンネル12
- ウィルミントン - WWAY（英語版） - リモコン番号3・物理チャンネル46
- ウィンストン・セーラム - WXLV-TV（英語版） - リモコン番号45・物理チャンネル29

## ノースダコタ州
- ビスマーク - KBMY（英語版） - リモコン番号17・物理チャンネル17
  - マイノット - KMCY - リモコン番号14・物理チャンネル14（KBMYのサテライト局）
- ファーゴ - WDAY-TV（英語版） - リモコン番号6・物理チャンネル21
  - グランドフォークス - WDAZ-TV（英語版） - リモコン番号8・物理チャンネル8（WDAY-TVのサテライト局）

## オハイオ州
- シンシナティ - WCPO-TV（英語版） - リモコン番号9・物理チャンネル22
- クリーブランド（アクロン） - WEWS-TV（英語版） - リモコン番号5・物理チャンネル15
- コロンバス - WSYX（英語版） - リモコン番号6・物理チャンネル48
- デイトン - WKEF（英語版） - リモコン番号22・物理チャンネル18
- ライマ - WLQP-LP（英語版） - リモコン番号18・物理チャンネル18
- トレド - WTVG（英語版） - リモコン番号13・物理チャンネル13
- ヤングスタウン - WYTV（英語版） - リモコン番号33・物理チャンネル36

## オクラホマ州
- ロートン - KSWO-TV（英語版） - リモコン番号7・物理チャンネル11
- オクラホマシティ - KOCO-TV（英語版） - リモコン番号5・物理チャンネル7
- タルサ - KTUL（英語版） - リモコン番号8・物理チャンネル10

## オレゴン州
- ベンド - KOHD（英語版） - リモコン番号51・物理チャンネル18
- ユージーン - KEZI（英語版） - リモコン番号9・物理チャンネル9
- メドフォード - KDRV（英語版） - リモコン番号12・物理チャンネル12
  - クラマスフォールズ - KDKF - リモコン番号31・物理チャンネル29（KDRVのサテライト局）
- ポートランド - KATU（英語版） - リモコン番号2・物理チャンネル43

## ペンシルベニア州
- エリー - WJET-TV（英語版） - リモコン番号24・物理チャンネル24
- ハリスバーグ - WHTM-TV（英語版） - リモコン番号27・物理チャンネル10
- ジョーンズタウン - WATM-TV（英語版） - リモコン番号23・物理チャンネル24
- フィラデルフィア - WPVI-TV（英語版） - リモコン番号6・物理チャンネル6
- ピッツバーグ - WTAE-TV（英語版） - リモコン番号4・物理チャンネル51
- スクラントン - WNEP-TV（英語版） - リモコン番号16・物理チャンネル50

## ロードアイランド州
- プロビデンス - WLNE-TV（英語版） - リモコン番号6・物理チャンネル49（免許はマサチューセッツ州ニューベッドフォードに与えられている）

## サウスカロライナ州
- マウントプレザント（チャールストン） - WCIV（英語版） - リモコン番号36・物理チャンネル36
- コロンビア - WOLO-TV（英語版） - リモコン番号25・物理チャンネル8
- フローレンス（マートルビーチ） - WPDE-TV（英語版） - リモコン番号15・物理チャンネル16

## サウスダコタ州
- ラピッドシティ - KOTA-TV（英語版） - リモコン番号3・物理チャンネル7
  - リード - KHSD-TV - リモコン番号11・物理チャンネル5（KOTA-TVのサテライト局）
- スーフォールズ - KSFY-TV（英語版） - リモコン番号13・物理チャンネル13
  - アバディーン - KABY-TV - リモコン番号9・物理チャンネル9（KABY-TVのサテライト局）
  - ピア - KPRY-TV - リモコン番号4・物理チャンネル19（KABY-TVのサテライト局）

## テネシー州
- チャタヌーガ - WTVC（英語版） - リモコン番号9・物理チャンネル9
- ジャクソン - WBBJ-TV（英語版） - リモコン番号7・物理チャンネル43
- ノックスビル - WATE-TV（英語版） - リモコン番号6・物理チャンネル26
- メンフィス - WPTY-TV（英語版） - リモコン番号24・物理チャンネル25
- ナッシュビル - WKRN-TV（英語版） - リモコン番号2・物理チャンネル27

## テキサス州
- アビリーン - KTXS-TV （英語版） -　リモコン番号12・物理チャンネル20
- アマリロ - KVII-TV（英語版） - リモコン番号7・物理チャンネル7
- オースティン - KVUE（英語版） - リモコン番号24・物理チャンネル33
- ボーモント - KBMT（英語版） - リモコン番号12・物理チャンネル12
- コーパスクリスティ - KIII（英語版） - リモコン番号3・物理チャンネル8
- ダラス（フォートワース） - WFAA（英語版） - リモコン番号8・物理チャンネル8
- エルパソ - KVIA-TV（英語版） - リモコン番号7・物理チャンネル17
- ヒューストン - KTRK-TV（英語版） - リモコン番号13・物理チャンネル13
- ラボック - KAMC（英語版） - リモコン番号28・物理チャンネル27
- ミッドランド - KMID（英語版） - リモコン番号2・物理チャンネル26
- サンアントニオ - KSAT-TV（英語版） - リモコン番号12・物理チャンネル12
- タイラー - KLTV（英語版） - リモコン番号7・物理チャンネル7
  - ラフキン - KTRE（英語版） - リモコン番号9・物理チャンネル9（KLTVのサテライト局）
- ヴィクトリア - KAVU-TV（英語版） - リモコン番号25・物理チャンネル15
- ウェーコ - KXXV（英語版） - リモコン番号25・物理チャンネル26
  - ブライアン - KRHD-CD - リモコン番号40（KXXVのサテライト局）
- ウェスラコ（ブラウンズヴィル） - KRGV-TV（英語版） - リモコン番号5・物理チャンネル13

## ユタ州
- ソルトレイクシティ - KTVX（英語版） - リモコン番号4・物理チャンネル40

## バーモント州
- コルチェスター（バーリントン） - WVNY（英語版） - リモコン番号22・物理チャンネル13

## バージニア州
- シャーロッツビル - WVAW-LD（英語版） - リモコン番号16・物理チャンネル16
- ハリソンバーグ - WHSV-TV（英語版） - リモコン番号3・物理チャンネル49
- ノーフォーク（ハンプトン・ローズ） - WVEC（英語版） - リモコン番号13・物理チャンネル13
- リンチバーグ（ロアノーク） - WSET-TV（英語版） - リモコン番号13・物理チャンネル13
- リッチモンド - WRIC-TV（英語版） - リモコン番号8・物理チャンネル22

## ワシントン州
- ケニウィック - KVEW（英語版） - リモコン番号42・物理チャンネル44
- シアトル - KOMO-TV（英語版） - リモコン番号4・物理チャンネル38
- スポケーン - KXLY-TV（英語版） - リモコン番号4・物理チャンネル13
- ヤキマ - KAPP（英語版） - リモコン番号35・物理チャンネル14

## ウェストバージニア州
- チャールストン（ハンティントン） - WCHS-TV（英語版） - リモコン番号8・物理チャンネル41
- オークヒル - WOAY-TV（英語版） - リモコン番号50・物理チャンネル50

## ウィスコンシン州
- オークレア - WQOW-TV（英語版） - リモコン番号18・物理チャンネル15
- グリーンベイ - WBAY-TV（英語版） - リモコン番号2・物理チャンネル23
- ラクロス - WXOW-TV（英語版） - リモコン番号19・物理チャンネル48
- マディソン - WKOW-TV（英語版） - リモコン番号27・物理チャンネル26
- ミルウォーキー - WISN-TV（英語版） - リモコン番号12・物理チャンネル34
- ウォーソー - WAOW-TV（英語版） - リモコン番号9・物理チャンネル9
  - イーグルリバー - WYOW（英語版） - リモコン番号34・物理チャンネル28（WAOW-TVのサテライト局）

## ワイオミング州
- キャスパー - KTWO-TV （英語版） - リモコン番号2・物理チャンネル17
- シャイアン - KKTU-LP - リモコン番号40（KTWO-TVのサテライト局）

## 50州外
- ハミルトン（バミューダ諸島） - ZFB-TV（英語版） - アナログ7
- ハガニア（グアム） - KTGM-TV（英語版） - リモコン番号14・物理チャンネル14
- マヤグエス（プエルトリコ） - WORA-TV（英語版） - リモコン番号5・物理チャンネル29